# Bảo tàng Đại bàng trắng
Bảo tàng Đại bàng trắng (tiếng Ba Lan: Muzeum im. Orła Białego) là một bảo tàng quân sự Ba Lan nằm ở thị trấn Skarżysko-Kamienna ở trung tâm Świętokrzyskie Voivodeship, mở cửa năm 1969.

## Viện bảo tàng
Bảo tàng có một bộ sưu tập lớn các thiết bị quân sự của quân đội Nga, Ba Lan và Đức sau chiến tranh. Các thiết bị quân sự được trưng bày trong một triển lãm ngoài trời vĩnh viễn bao gồm 2 hécta (4,9 mẫu Anh), và bao gồm xe tăng, pháo, xe bọc thép, tên lửa và máy bay. Bảo tàng cũng thu thập các tài liệu và vật dụng lịch sử liên quan đến lịch sử của thành phố và khu vực và các đồ vật liên quan đến lịch sử quân sự từ Thế chiến II trở đi.
Bảo tàng tọa lạc trong vị trí nơi ở cũ của tổng giám đốc của xưởng đúc ở Rejów, được xây dựng vào năm 1836-1838. Nơi đây trưng bày các triển lãm liên quan đến ngành công nghiệp địa phương, bao gồm Państwowa Fabryka Amunicji (Nhà máy Đạn dược Quốc gia). Trong Thế chiến II, nhà máy sản xuất đạn dược đã được công ty HASAG của Đức tiếp quản và sử dụng lao động cưỡng bức. Các thành viên của một nhóm kháng chiến địa phương Orzel Bialy (Đại bàng trắng) đã bị bắt, bị bắn và chôn trong hai ngôi mộ tập thể trong các khu rừng gần đó. Bảo tàng tưởng niệm họ, và hàng ngàn người lao động cưỡng bức không được trang bị thiết bị bảo hộ đã bị đầu độc bởi khói axit picric được sử dụng trong sản xuất đạn dược. Có những triển lãm khác về đảng phái Leśni, Quân đội Nhân dân Ba Lan và Quân đội Ba Lan ở phương Tây.

## Triển lãm
Các vật dụng triển lãm bao gồm:
- Xe tăng T-34-85
- Tàu sân bay bọc thép BTR-60
- Xe phục hồi bọc thép CW-34
- Bệ phóng tên lửa Katyusha
- Tàu khu trục StuG IV
- Máy bay tấn công mặt đất Lim-6
- Máy bay chiến đấu phản lực MiG-21
- Máy bay chiến đấu phản lực Su-7
- Máy bay chiến đấu phản lực Yak-23
- Máy bay vận tải Il-14
- ORP Odwazny, một tàu phóng ngư lôi lớp 664

## Hình ảnh
Triển lãm
- Xe tăng T-34-85
- Tàu sân bay bọc thép BTR-60PB
- Phi cơ Yak-23
- Phi cơ Lim-6M
- Tàu ngư lôi ORP Odwazny